# Nery Medina
Nery Olvin Medina Norales (Santa Rosa de Aguan, Colon, Honduras; 5 de agosto de 1981) es un exfutbolista hondureño. Jugó de defensa.

## Trayectoria
Nery Medina debutó profesionalmente en el año 2002 con el Club Deportivo Motagua, salió del equipo en el año 2005 cuando fue cedido al Municipal Valencia de la segunda división. Luego se fue al Real España en el equipo que estuvo desde el 2006 hasta el 2010 cuando se trasladó al Nacaxa, equipo en el que salió en año 2012 debido a la desaparición del club.
Regresó al Club Deportivo Motagua en 2012.
El 1 de agosto de 2013 luego de disputar la Copa de Oro 2013, fichó por el Olimpia, luego de que no entrara en los planes del DT de Motagua Hristo Vidaković.
El 11 de diciembre de 2014 firmó por el Victoria, en donde se retiró profesionalmente de las canchas a sus 34 años.

## Selección nacional
Medina hizo su debut con la Selección de fútbol de Honduras en un partido amistoso frente a la Selección de fútbol de Bolivia en el año 2003, jugó un total de 12 partidos con su selección, no logró marcar goles. 
Representó a la Selección de fútbol de Honduras en la Copa de Oro de la Concacaf 2009.
En el año 2013, fue llamado nuevamente a la Selección de fútbol de Honduras para disputar la Copa de Oro de la Concacaf 2013 disputada en Estados Unidos. 
Marcó su primer gol con la Selección de fútbol de Honduras en un partido frente a la Selección de fútbol de Estados Unidos, disputado en las semifinales de la Copa de Oro de la Concacaf 2013, el partido terminó con un marcador de 3-1 a favor del cuadro estadounidense.

### Participaciones en Copas de Oro de la Concacaf
| Copa de Oro      | Sede           | Resultado    |
| ---------------- | -------------- | ------------ |
| Copa de Oro 2009 | Estados Unidos | Cuarto lugar |
| Copa de Oro 2013 | Estados Unidos | Cuarto lugar |

### Goles internacionales
| #  | Fecha               | Lugar                                      | Rival          | Goles | Resultado | Competición      |
| -- | ------------------- | ------------------------------------------ | -------------- | ----- | --------- | ---------------- |
| 1. | 24 de julio de 2013 | Cowboys Stadium, Arlington, Estados Unidos | Estados Unidos | 1–2   | 1–3       | Copa de Oro 2013 |

## Clubes
| Club               | País     | Año         |
| ------------------ | -------- | ----------- |
| Motagua            | Honduras | 2002 - 2005 |
| Municipal Valencia | Honduras | 2005 - 2006 |
| Real España        | Honduras | 2006 - 2010 |
| Necaxa             | Honduras | 2010 - 2012 |
| Motagua            | Honduras | 2012 - 2013 |
| Olimpia            | Honduras | 2013 - 2014 |
| Victoria           | Honduras | 2015        |

## Palmarés

### Campeonatos nacionales
| Título          | Club        | País     | Año  |
| --------------- | ----------- | -------- | ---- |
| Torneo Apertura | Real España | Honduras | 2007 |
| Torneo Clausura | Olimpia     | Honduras | 2014 |